# الصباح (جريدة مغربية)
الصباح، صحيفة يومية مغربية. تأسست عام 2000. تعتبر مطبوعة شقيقة للإكونومست وهما مملوكتان لإكوميدياز. Its 2012 circulation was 86,907 copies.